# Erasmo Salemme
Erasmo Salemme (Latina, 26 marzo 1946) è un allenatore di pallavolo ed ex pallavolista italiano, di ruolo schiacciatore.

## Biografia
Ha iniziato a giocare a pallavolo a Roma con il gruppo sportivo VVF Brunetti. In seguito è passato a giocare con la Ruini Firenze, dove era allenato da Aldo Bellagambi ed era in squadra tra gli altri, con Mario Mattioli e Andrea Nencini. A Firenze ha vinto tre scudetti (1967-68, 1970-71 e 1972-73).
Contribuì a una delle prime vittorie internazionali della squadra azzurra, l'oro alle Universiadi di Torino 1970.
Nel 1973, alla fine del periodo d'oro della Ruini in Serie A, fu ingaggiato dall'emergente Ariccia Volley Club. Nell'Ariccia giocavano anche Mario Mattioli, Claudio Di Coste, Ezio Coletti e Kirk Kilgour. Con l'Ariccia ha vinto due titoli italiani, il primo nel 1974-75 e il secondo nel 1976-77.
Ha continuato a essere convocato in nazionale con regolarità fino al 1978; conta 231 presenze in maglia azzurra e ha partecipato a tre Campionati Mondiali. Alla vittoria del 1970 aggiunse l'argento ai Giochi del Mediterraneo 1975, svoltisi ad Algeri.
Ha allenato: il Volley Trasimeno raggiungendo la serie A2, la Sir Volley di Bastia Umbra, Volley Fiorentino, Civita Castellana in Serie B2 maschile. In precedenza aveva allenato la Sestese Pallavolo, la squadra di Sesto Fiorentino. Ha rivestito la carica di allenatore e Direttore Tecnico del settore maschile della Sales Volley di Firenze.
Anche il figlio Giuliano Salemme è un pallavolista, ha giocato come schiacciatore e da qualche anno ha intrapreso la carriera di allenatore.